# 陰蹻脈
陰蹻脈，“奇經八脈”之一，乃足少陰腎經之別脈。陰蹻脈起於跟中，起於足少陰腎經之然谷穴，再循內踝上行腹股、生殖器、胸腹，再上行至咽喉，並至睛明穴。《難經》:“陰蹻為病，陽緩而陰急。”患陰蹻脈疾病者，陽氣不足，陰氣偏盛，欲閉目而睡。